# Priotyrannus megalops
Priotyrannus megalops is een keversoort uit de familie van de boktorren (Cerambycidae). De wetenschappelijke naam van de soort is voor het eerst geldig gepubliceerd in 1889 door Henry Walter Bates.